# Francesca Barracciu

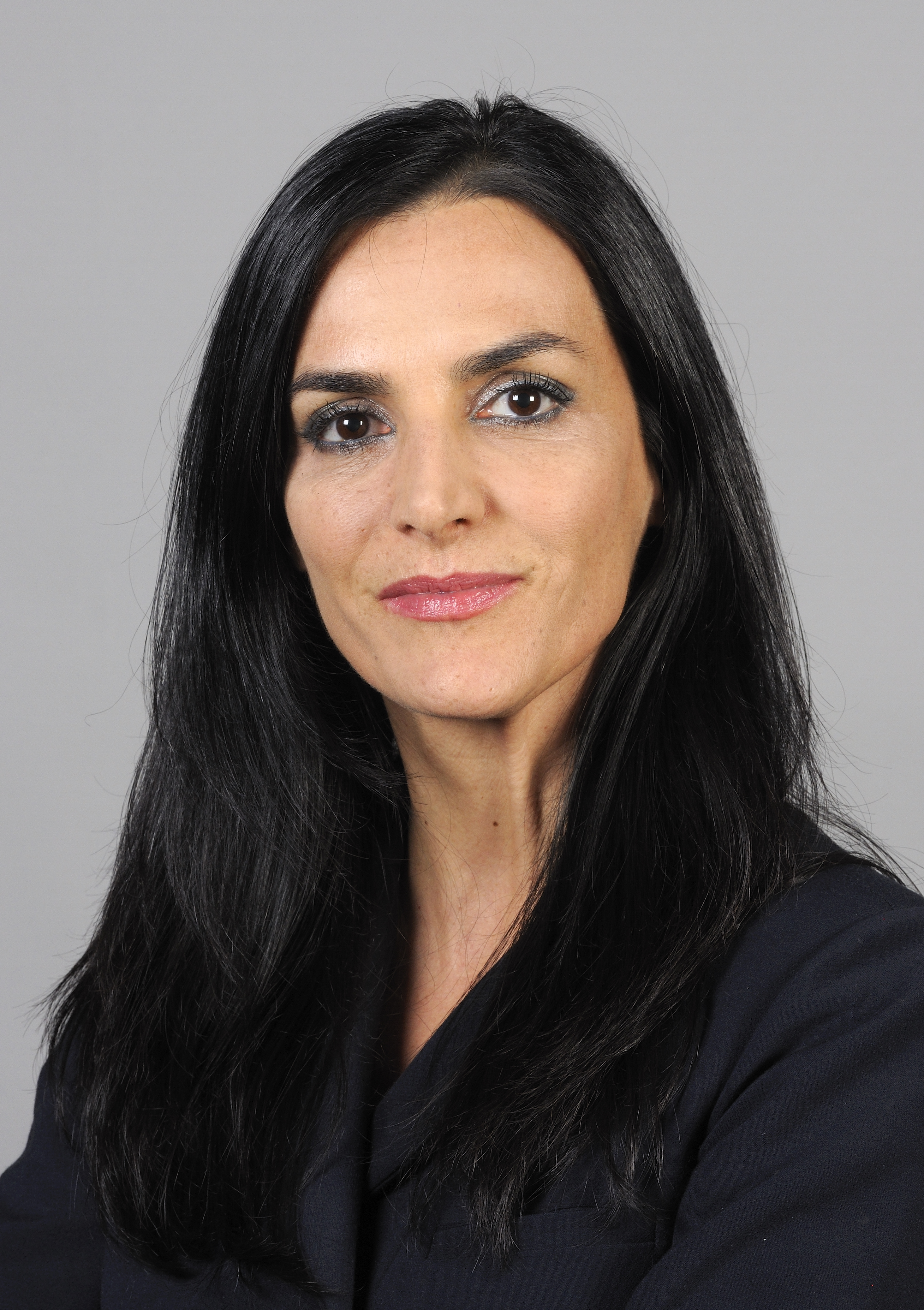
Francesca Barracciu (2014)

Francesca Barracciu (* 11. Juni 1966 in Sorgono, Sardinien) ist eine italienische Politikerin des Partito Democratico. Sie war Bürgermeisterin ihres Heimatortes, Mitglied des Europäischen Parlaments und Staatssekretärin im Ministerium für Kulturgüter und Tourismus.

## Leben
Barracciu studierte Philosophie und Pädagogik und erwarb anschließend ein Postgraduiertendiplom in europäischer Politik und Planung. Sie arbeitete als Lehrerin für Italienisch, Geschichte und Geografie an staatlichen Mittelschulen und für Literatur, Latein, Geschichte und Philosophie an Gymnasien und Fachoberschulen.
Von 1996 bis 2000 war sie als Lehrkraft für Geschichte und Politik der Europäischen Union an Berufsbildungsanstalten und -gesellschaften sowie als Beraterin für lokale Entwicklung und Personal bei Behörden und Unternehmen tätig.
Vor dem Aufgehen in den Partito Democratico im Jahr 2007 gehörte Barracciu den Democratici di Sinistra an und führte dort vielerlei Funktionen. Sie war an der Ausarbeitung und Koordinierung von Projekten im Bereich der EU-Initiative EQUAL beteiligt und leitete das Planungs- und Entwicklungsbüro für das Bildungsinstitut des Verbands kleiner und mittlerer Unternehmens Sardiniens.
Nachdem sie einige Jahre lang dem dortigen Gemeinderat angehörte, war sie von 2005 bis 2010 Bürgermeisterin von Sorgono. Auch gehörte sie dem Regionalrat von Sardinien an, von 2009 bis 2012 war sie stellvertretende Vorsitzende des Regionalparlaments. 2010 wurde sie stellvertretende Regionalvorsitzende des Partito Democratico Sardiniens.
Vom 17. Dezember 2012 bis zu ihrem Ausscheiden am 27. Februar 2014 gehört sie als Nachrückende für Rosario Crocetta dem Europäischen Parlament an. Sie gehörte dort der Fraktion der Progressiven Allianz der Sozialisten & Demokraten an und war eine von zwei Vertreterinnen der Insel Sardinien. Vom 28. Februar 2014 bis zum 2. November 2011 war sie Staatssekretärin im Ministerium für Kulturgüter und Tourismus.

## Reisekostenskandal
Francesca Barraciu kandidierte im September 2013 bei den Vorwahlen für das Amt des Regionalpräsidenten Sardiniens, die sie gewann. Gleichzeitig nahm die Staatsanwaltschaft gegen sie und 33 weitere (ehemalige) Abgeordnete des Regionalparlaments Sardiniens Ermittlungen auf wegen fehlender Reisekostenabrechnungen für die Zeit von Februar 2006 bis Januar 2009, wobei es bei Barraciu um rund 81.000 Euro ging. Ende Dezember 2013 zog sie deswegen ihre Kandidatur zurück und überließ Francesco Pigliaru das Feld, der dann am 17. Februar 2014 zum Präsidenten Sardiniens gewählt wurde. Am folgenden 28. Februar machte Matteo Renzi sie zur Staatssekretärin in seiner Regierung, obwohl er sie davor um ihren Rückzug von den Regionalwahlen gebeten hatte. Wegen dieses neuen Postens legte sie auch ihr Abgeordnetenmandat in Brüssel nieder. Als wegen der Reisekostenabrechnungen am 21. Oktober 2015 ein Verfahren gegen Barraciu eingeleitet wurde, trat sie von ihrem Posten als Staatssekretärin zurück.